# Achille Varin
Achille Varin né le 22 juin 1863 à Paris et mort le 25 janvier 1942 à Nemours est un peintre, dessinateur et photographe français.

## Biographie
Historiquement, la famille d'Achille Varin trouve ses racines, en Seine-et-Marne, à Avon et Fontainebleau. Ses grands parents et arrière-grands-parents y exercent la profession de marchand de bois. Le père d'Achille, Armand Varin (1827-1868) se dédiera aux commerce de la soie. Ce dernier épousera Marie-Victoire Richer (1836-1915). Le couple aura deux enfants. Eugénie voit le jour le 10 novembre 1861, puis Achille deux ans plus tard.
Il effectue sa formation à l'Académie Julian de 1884 à 1890. Dans cet établissement, il fait la rencontre d'autres artistes qui deviendront des amis par la suite. Enfin, en 1889, il s'inscrit à l'École des Beaux-Arts, dans les ateliers de Jules Joseph Lefebvre et Gustave Boulanger.
Par la suite, Achille Varin effectue également trois périodes de mobilisation militaire de 28 jours. La première se déroule en avril 1891 à Compiègne puis les deux autres à Coulommiers, l’une en septembre 1894, l’autre en octobre 1898.

### Début de carrière et participations aux salons

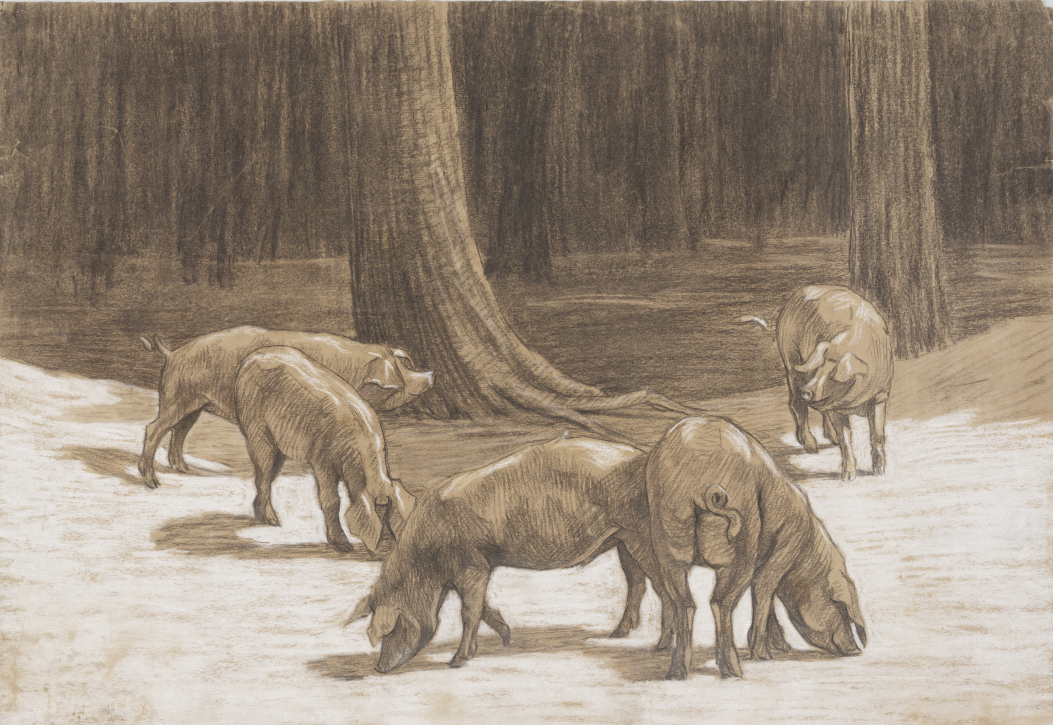
Étude de cochons (étude pour le Printemps), vers 1889, crayon et rehauts de craie blanche sur papier, 40 x 58 cm. Nemours, Château-Musée. (c)Phot. F. Lauginie.

En 1889, il participe au concours Troyon, où il obtient une deuxième mention avec Le Printemps. Cette récompense est relatée dans les journaux quotidiens, notamment dans Le Moniteur universel du 23 septembre 1889. 
Achille Varin participe pour la première fois au Salon en 1890. Il y expose une peinture, Les Betteraves, sous le numéro 2351 du catalogue. Les peintres Jules Lefèvre et Louis Le Poittevin sont cités comme professeurs dans ce dernier. Cette mention est identique pour les années comprises entre 1890 et 1900, à la suite de quoi seul Jules Lefèvre est indiqué jusqu’à la dernière contribution de l’artiste au Salon de 1932.
Si, dans un premier temps, les participations de Varin sont assez régulières de 1896 à 1906, elles deviennent plus aléatoires avec notamment une absence entre 1908 et 1922, puis de 1932 à 1943. L’artiste expose tous genres de peintures, qu’il s’agisse de compositions d’histoire ou religieuses comme Rébecca à la fontaine en 1896, de tableaux à sujet mythologiques à l'exemple de Cérès cherche sa fille Proserpine en 1898, de scènes de genre comme Charité en 1903, ou bien encore de paysages de Nemours, de la Bretagne ou bien encore du Sud de la France.

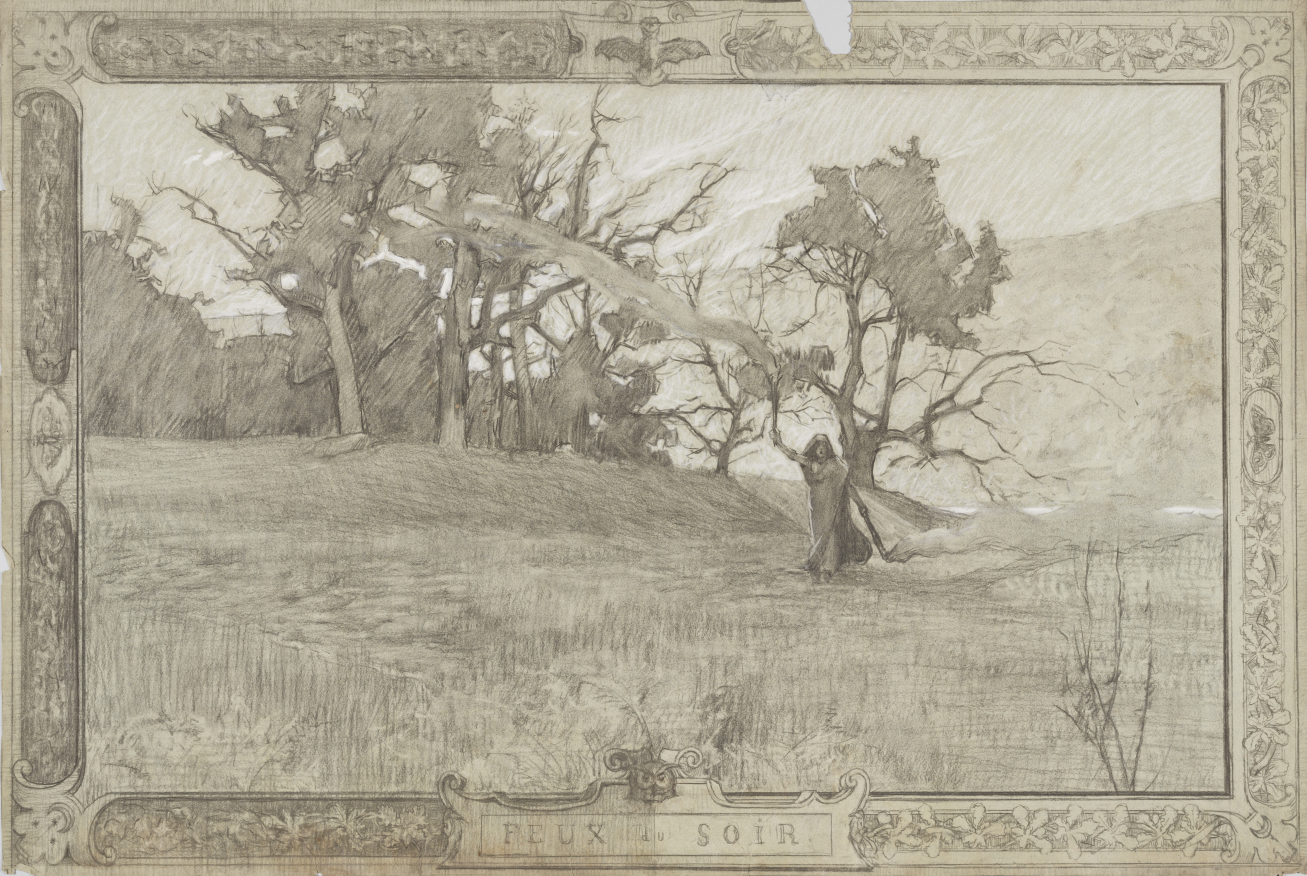
VARIN Achille, Feux du soir (étude pour Cérès cherchant sa fille Proserpine), vers 1898, fusain et rehauts de craie blanche, 66,6 x 99,5 cm. Nemours, Château-Musée. Don en 2024. (c)Phot. F. Lauginie.

Achille Varin participe à treize reprises au Salon d'hiver entre 1924, année de l’acquisition de sa maison à Nemours, et 1936. Les indications accompagnant ses envois laissent à penser qu’il devient « sociétaire » de ce salon à partir de la 24e exposition, soit en 1929. Parallèlement au Salon d’Hiver, Achille Varin participe également aux expositions organisées par la Société des artistes de la région de Fontainebleau, dont il est aussi sociétaire.

Au cours de sa carrière, l’artiste va recevoir différentes récompenses. En 1896, il reçoit une mention honorable avec un tableau de très grand format, Rebecca à la fontaine, conservé aujourd’hui au Château-Musée de Nemours.  En 1923, le Syndicat d’initiative de la ville de Nemours lui remet un prix d’Honneur pour le concours de la photographie et une médaille d’or pour la photographie couleur.

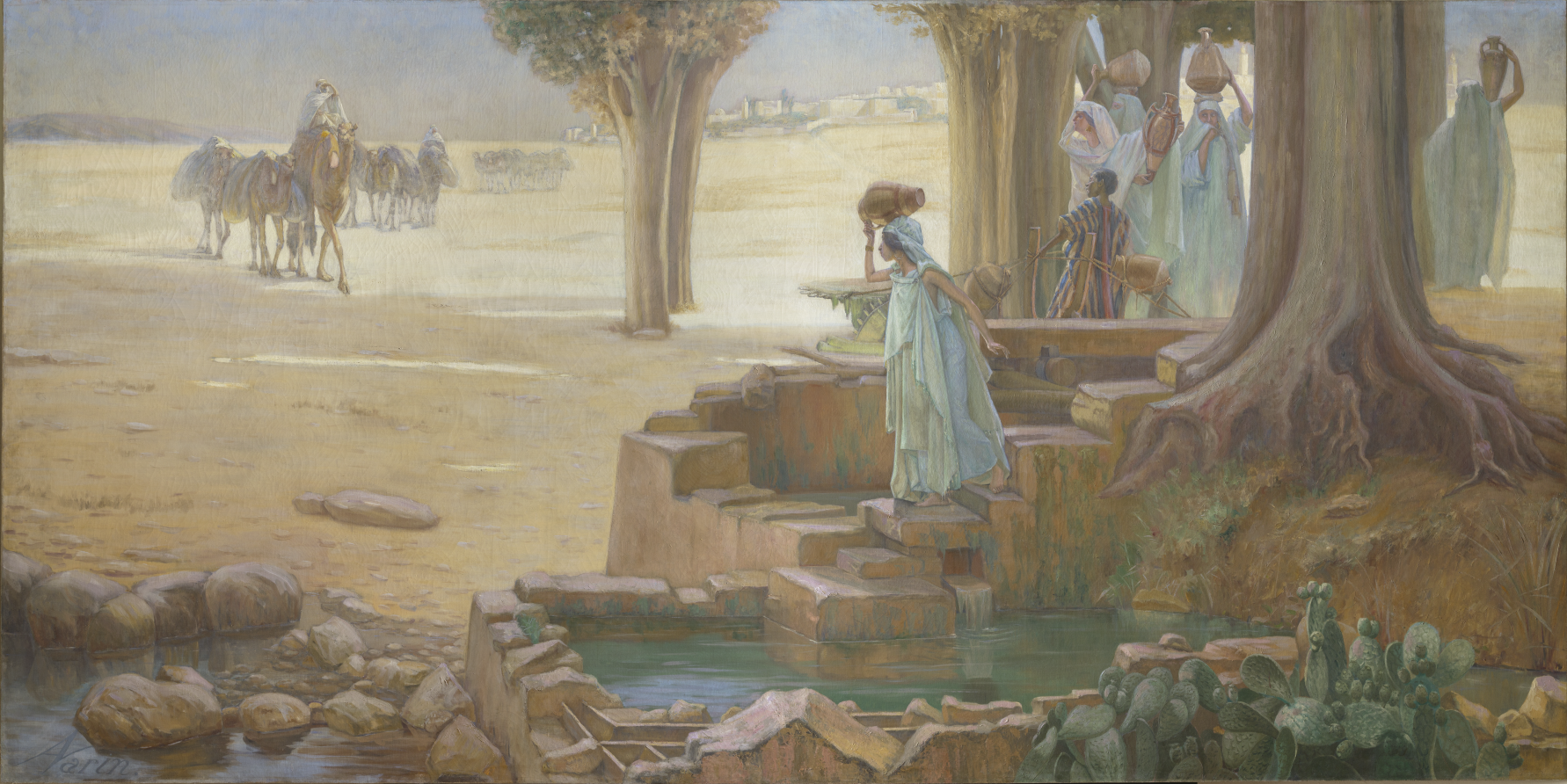
Rebecca à la fontaine, 1896, huile sur toile, 200 x 400 cm. Nemours, Château-Musée, 2020.62.1. (c)Phot. F. Lauginie.

### Achille Varin sur les chemins
N’ayant pas spécialement besoin de vendre pour survivre, contrairement à beaucoup d’artistes de la fin du xıxe siècle, Achille Varin multiplie les voyages en France, que ce soit dans l’Essonne, en Bretagne, dans le sud de la France, en Seine-et-Marne, mais aussi à l’étranger comme en Suisse, en Italie ou encore en Espagne. Il y réalise une multitude de paysages, mais aussi des scènes de genre et parfois des portraits.

#### Paris et l'Île-de-France
Né à Paris, l’artiste va rester fidèle à cette ville tout au long de sa carrière en y conservant un atelier. D’abord installé rive droite, dans le quartier de Pigalle (avenue Trudaine, place Pigalle, rue Caulaincourt, rue Alfred Stevens), il s’installe après-guerre rive gauche, dans le quartier latin (rue Saint-Jacques). Le choix de ce dernier n’est pas anodin. Il lui permet en effet de se rapprocher de la gare Montparnasse pour se rendre à Brunoy (là où la famille possède une propriété) ou de la gare de Lyon pour aller à Nemours.

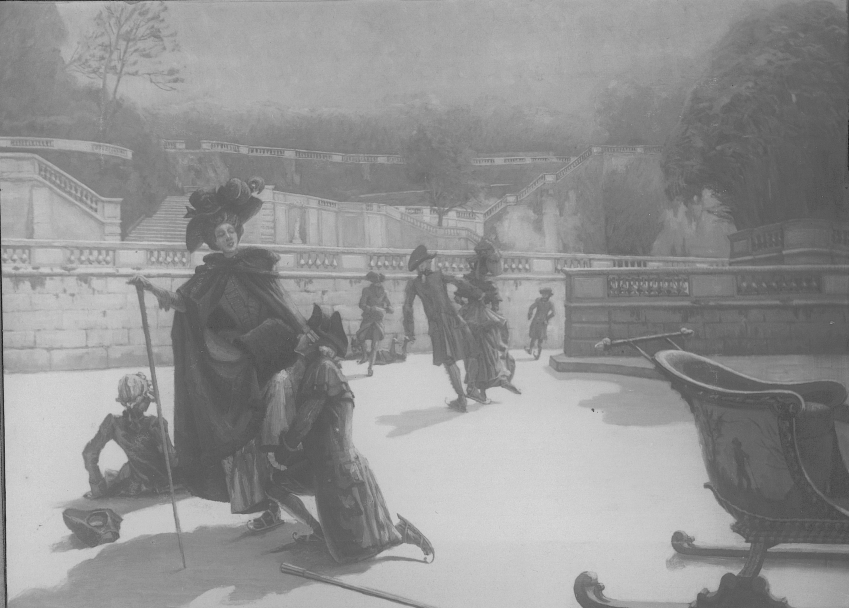
VARIN Achille, La Neige à Paris, Jardin du Luxembourg, huile sur toile. Localisation actuelle inconnue

Les oeuvres produites à Paris montrent à la fois des paysages que l’artiste peut observer directement de sa fenêtre, comme Vue depuis la fenêtre de son dernier atelier, rue Saint-Jacques, Paris, où apparaît le dôme du Panthéon, un jour d’hiver sous neige. Varin réalise également des scènes de genre, comme cette patinoire installée dans le jardin du Luxembourg, teintée d’historicisme visible dans les vêtements des personnes qui semblent dater du début du xıxe siècle.

#### Le Sud de la France et la Côte d’Azur
Chez beaucoup d’artistes, le sud de la France et l’Italie restent encore des Eldorados à la fin du xıxe siècle. Certains s'y rendent en « pèlerinage », marchant sur les pas des illustres comme Camille Corot, d’autres pour y découvrir une lumière et des atmosphères uniques. Achille Varin découvre la Côte d’Azur à la fin du xıxe siècle, en janvier 1890. Âgé de 27 ans, il séjourne dans la Villa des Phalènes à Cannes. À partir de cette époque sa présence dans le sud est fréquente, que ce soit à Cannes ou au Cannet, dans la villa Les Mimosas en 1904. À l'instar de la Côte Basque ou les Pyrénées, ces lieux de villégiature vont lui permettre de s’entourer de ses amis et de recevoir sa famille. Plusieurs photographies réalisées par Henri Martial-Bernard (beau-frère de l'artiste) et conservées dans les archives de la famille, montrent cet esprit d’accueil et de camaraderie où Achille Varin recréé des tableaux vivants.

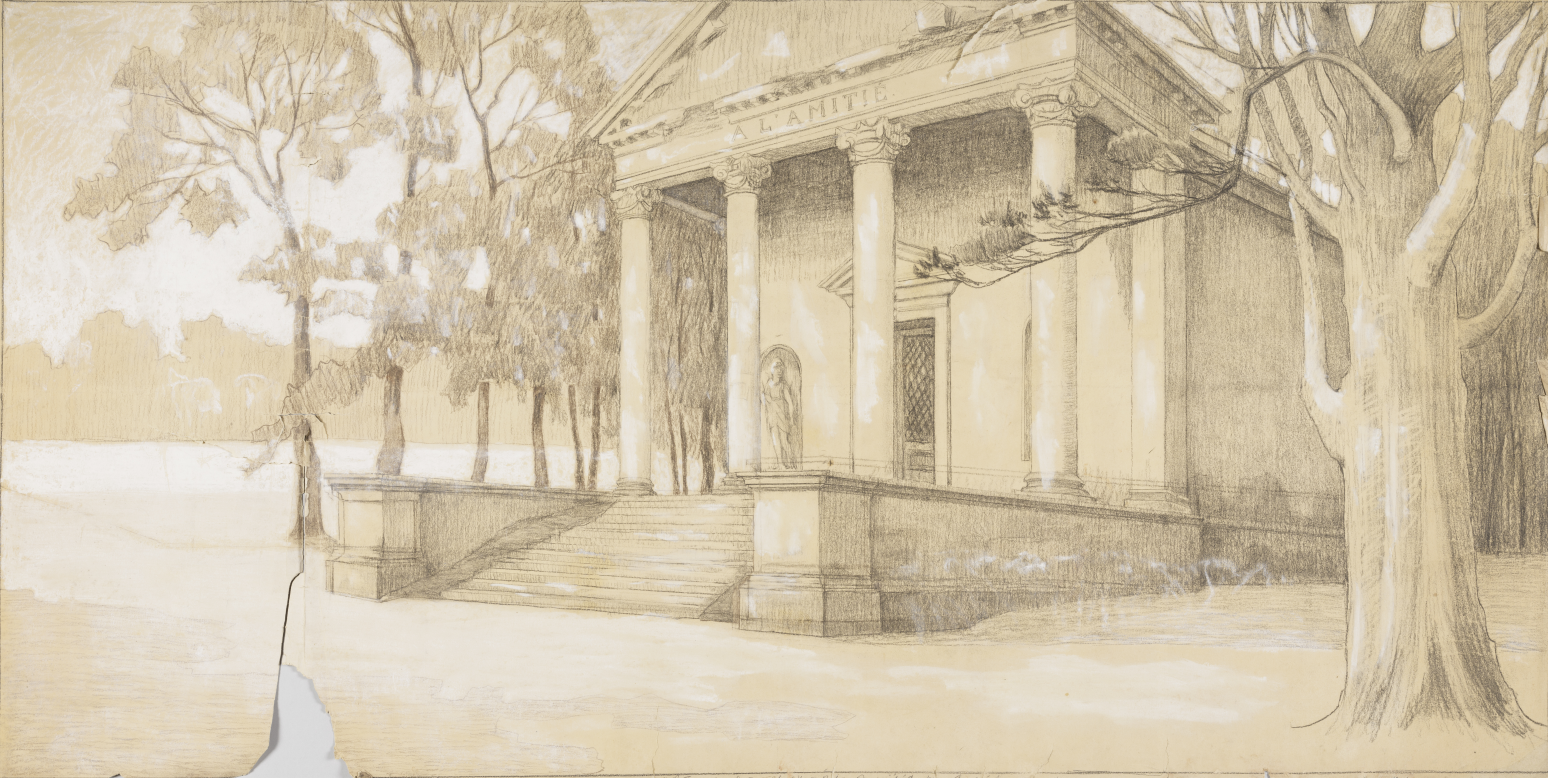
VARIN Achille, À l’amitié (verso) 1922, fusain et rehauts de craie blanche sur papier 134,5 x 68 cm. Nemours, Château-Musée. Don en 2024. (c)Phot. F. Lauginie.

Sources d’inspiration, les paysages environnants offrent des points de vue qui se transforment ensuite en peintures. Les compositions laissent apparaître une lumière éclatante, une architecture et une végétation typiques : pins parasols, pinèdes, mausolées, etc. L’artiste privilégie les environs de Cannes, le massif de l’Estérel, mais aussi Marseille et Menton. Cette production est appréciée, comme le souligne Jeanne Rival dans un article du Journal des artistes de 1895 : « M. Achille Varin met beaucoup de charme dans son Coin de Vallon à Cannes, ses Vieux oliviers et son Printemps dans l’Estérel ».

#### La Bretagne

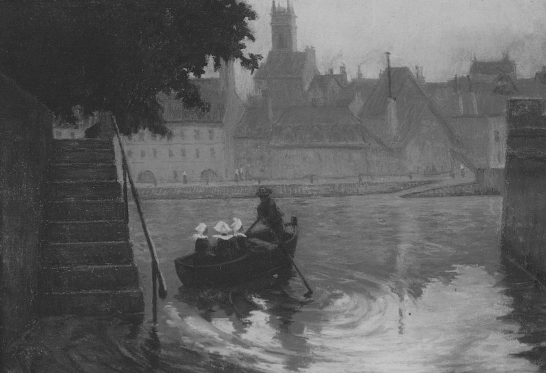
VARIN Achille, Le Soir à Quimperlé, vers 1906, huile sur toile. Localisation actuelle inconnue

Achille Varin découvre vraisemblablement la Bretagne par le biais d’un ami artiste, le peintre André Berthon. Ce dernier est lui aussi formé dans l’atelier de Jules Lefebvre à l’Académie Julian. Il va épouser Marie Billette de Villeroche, appartenant à une vieille famille de Quimper. Les premiers séjours ont lieu au début des années 1900. Il apprécie particulièrement Vannes et le Golfe du Morbihan, Concarneau,Quimper, Quimperlé, Le Faouët. Au contraire du sud de la France, où le paysage retient l’attention de l’artiste, en Bretagne, Varin s’intéresse à la population et aux scènes de genre.
Il croque plusieurs Bretonnes avec leurs coiffes typiques ainsi que les vêtements traditionnels. Quelques oeuvres avec un sujet breton sont emblématiques dans la carrière de l’artiste. Il s’agit de La Fontaine de la Chapelle Sainte-Barbe, La Chapelle Saint-Bernard (Le Faouët), ou bien encore La Charité et Le Charlatan (Quimperlé). Dans ces compositions, le peintre place souvent des femmes, parfois des religieuses, portant une coiffe bretonne. Les études préparatoires, tout comme les oeuvres exposées aux salons, laissent apercevoir la précision de Varin comme l'illustrent ses représentations du Faouët.
Charité, aussi dit L’Aumône, a fait l’objet d’une critique dans la presse. Henri Dac, dans son article de 1903, écrit : « L’Aumône de M. Achille Varin représente deux petites Bretonnes qui descendent de l’église où elles viennent d’entendre l’office et donnent l’aumône à un pauvre qui se tient auprès d’un calvaire où brûlent quelques cierges allumés. Cette composition bien étudiée ne manque pas de talent ».
Artiste généreux, comme souvent, Achille Varin offre au musée de Locronan une de ses réalisations : Crépuscule à Quimperlé. Ce don est souligné dans La Dépêche de Brest du 20 juillet 1934.

### Achille Varin et Nemours
La découverte de Nemours est peut-être à rechercher dans le réseau artistique du peintre et également dans la création d’un musée au sein du vieux château de Nemours. En effet, depuis 1901, le château fait l’objet d’une vaste restauration dans le but d’y installer un musée. Cette opération est, dans un premier temps, orchestrée par deux artistes nemouriens : un sculpteur, Justin-Chrysostome Sanson, et un peintre, Ernest Marché. Plus tard, ils sont rejoints par Adolple Ardail et son fils Albert. Ces compères oeuvrent auprès de leurs connaissances afin qu’ils enrichissent les collections nemouriennes.

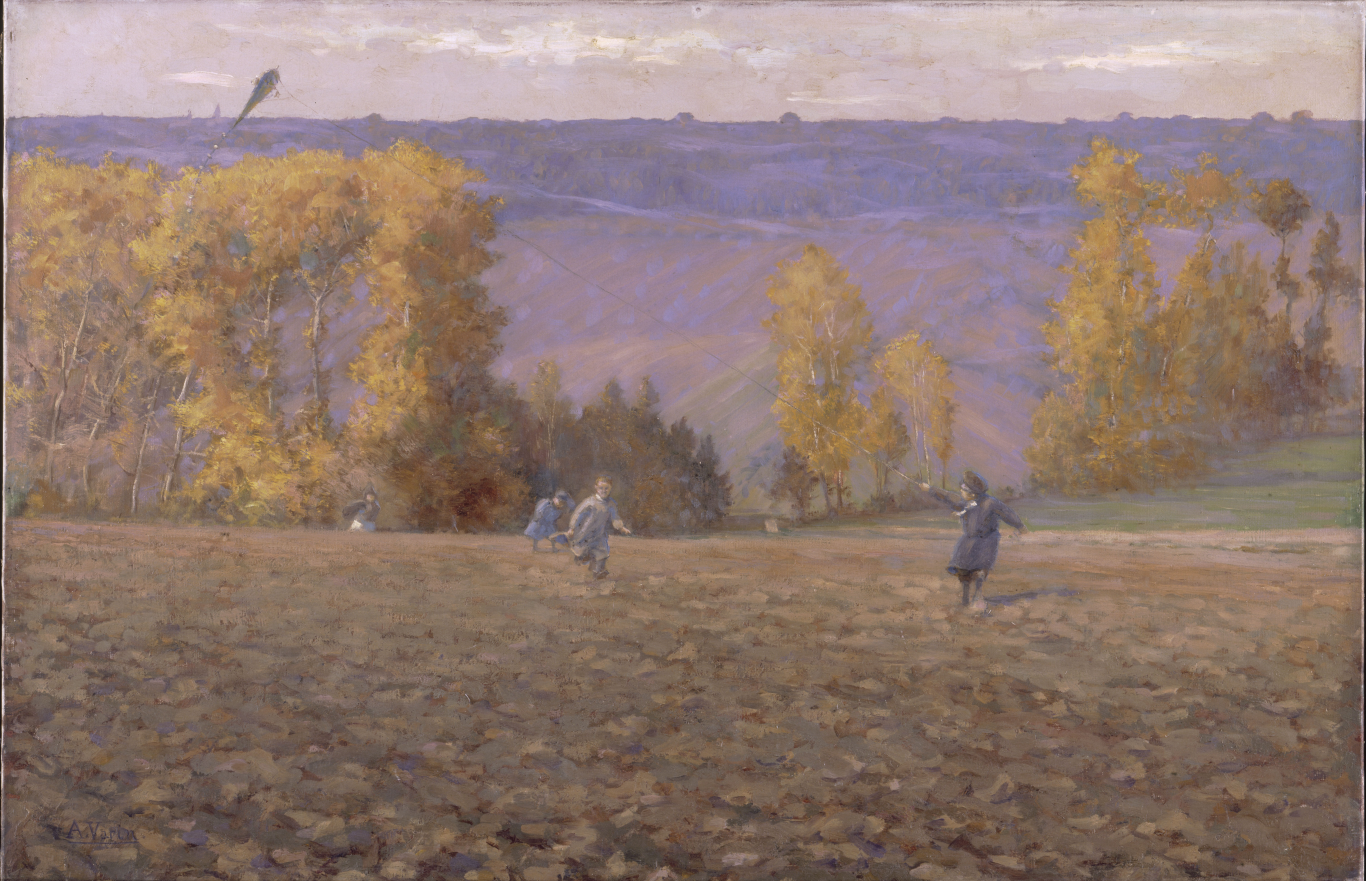
VARIN Achille, Le Cerf-volant, huile sur toile, 78 x 113 cm. Nemours, Château-Musée, 1913.18.1.

Réunis en un comité de restauration puis en une Société des Amis du Vieux Château de Nemours (SAVCN), les dons en oeuvres ou en numéraires vont ainsi affluer afin de restaurer l'édifice ou d'enrichir les collections. À ce sujet, notons qu’Achille Varin ne fait partie ni des membres fondateurs, ni des premiers souscripteurs. Son nom apparaît pour la première fois dans les archives de la SAVCN le 13 mai 1913 lorsqu’il règle sa première cotisation afin d’adhérer à la Société. Il est alors introduit par deux artistes, anciens élèves de l’Académie Julian : Édouard Gelhay et Georges Louis Jean Rufin, tous deux également amis d’Ernest Marché et anciens camarades de l’atelier de Jules Lefebvre ou de l’atelier de Tony Robert-Fleury. Gelhay et Rufin « lui avait fait visiter le château alors que je travaillais au rocher » selon les indications portées sur la carte du répertoire des adhérents tenu par Ernest Marché. Cette même année, il règle également la somme de 200 francs au profit de la caisse de la Société, lui conférant ainsi le statut de bienfaiteur, et il offre l’une de ses oeuvres, Le Cerf-volant, au Château-Musée.
Au fil des années, il est présent à plusieurs assemblées générales. En 1932, il effectue le rachat de sa cotisation et devient sociétaire perpétuel. Cette année correspond également à celle du décès du président de la Société, Ernest Marché. Il va être proposé, puis élu, par les membres du bureau et les adhérents en tant que vice-président lors de la séance du 23 septembre en remplacement de M. Loué, démissionnaire. L’implication d’Achille Varin envers la Société et le Château-Musée de Nemours est également visible dans les dons qu’il effectue. Il offre ainsi deux peintures en 1930, Le Portail de Larchant et Les Femmes et le Secret (Nemours autrefois), ainsi que deux ouvrages, Voyage pittoresque de la Syrie, de la Phénicie, de la Palestine et de la Basse-Égypte, en 1937.
Enfin, il propose l’adhésion à la Société à l’un des témoins de son mariage. Émile Méret, artiste peintre, adhère ainsi à partir de 1931.
Il meurt à Nemours le 25 janvier 1942.

#### Achille Varin et sa production nemourienne

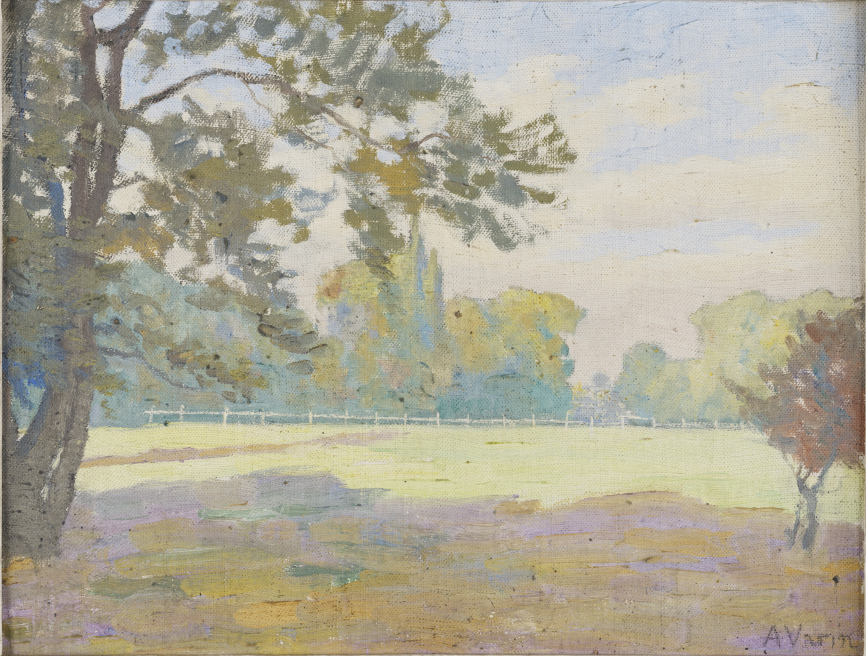
VARIN Achille, Paysage de Nemours, praire du Moulin Doyer, huile sur carton, 27 x 35 cm. Nemours, Château-Musée. (c)Phot. F. Lauginie.

La proximité avec la nature, avec la rivière du Loing, et l’aménagement de sa nouvelle maison sont autant de sources d’inspiration pour l’artiste. Varin représente différents quartiers de Nemours : l’île du Perthuis, la place Montgagnant, les rochers de la Joye, le moulin Doyer, le centre ville avec les quais du Loing dans Égarée, ou ceux de Fromonville avec les péniches. Un article de L’Abeille de Fontainebleau évoque une peinture réalisée face à ce quai : « M. Achille Varin expose le ‘Quai de Fromonville’ à Nemours, un des coins les plus curieux de la gentille ville d’art ; il en a saisi tout le charme et l’a parfaitement rendu sur la toile ».

#### La donation au Château-Musée de Nemours

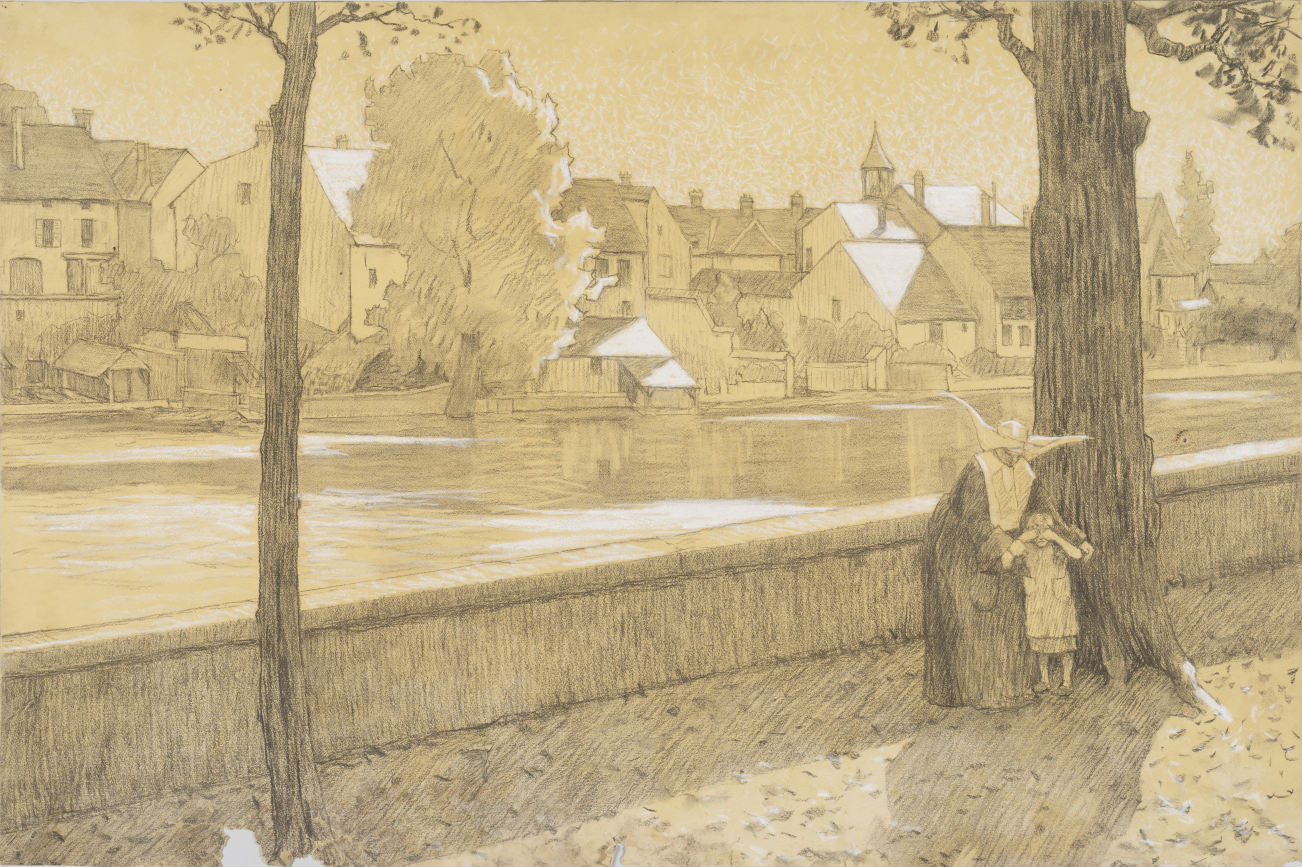
VARIN Achille, Égarée (Étude pour le tableau Égarée du Salon de 1927), vers 1927, crayon et rehauts de craie blanche sur papier, 61 x 91,8 cm. Nemours, Château-Musée

En 2024, le Château-Musée de Nemours reçoit en don un ensemble de 20 fusains de grandes dimensions et deux huiles, permettant d'enrichir de façon considérable le corpus des œuvres de cet artiste. Pour l'essentiel, il s'agit de dessins préparatoires pour des œuvres ayant figuré au Salon (Cérès cherche sa fille Proserpine ; Rebecca à la fontaine ; Égarée ; Le Loing en hiver ; Soir d'hiver ; Vision douloureuse ; Aumône).

### Œuvres
Nemours, Château-Musée :
Depuis 2024, le corpus de l'artiste conservé dans cet établissement c'est considérablement agrandit grâce au don d'un ensemble de 20 fusains et deux petites huiles. À cela, s'ajoute :
- Rebecca à la fontaine, 1896, huile sur toile, 200 x 400 cm. inv. n° 2020.62.1
- Le Cerf-volant, huile sur toile, 65 x 100 cm. Don en 1913, inv. n° 1913.18.1
- Larchant. Porche de l’abbaye, 1922, huile sur toile, 54 x 73 cm. Don en 1930, inv. n° 2014.0.126
- Le Secret, 1930, huile sur toile, 94 x 113 cm. Don en 1930, inv. n° 2015.0.55,[10].
- À la Croix de Mission à Nemours, huile sur toile, 51 x 73 cm. inv. n° 2018.0.175
- Chemin en automne, huile sur bois.
- Paysage de Nemours, praire du Moulin Doyer, huile sur carton, 27 x 35 cm

Localisation inconnue :
- Matinée d'octobre, 1891[11] ;
- À l'ombre, 1891[11] ;
- Blés murs, 1893[3] ;
- Coin de Vallon à Cannes, 1895[12] ;
- Vieux oliviers, 1895[12] ;
- Printemps dans l'Esterel, 1895[12] ;
- Détresse. Le Pont Marie à Paris, 1900[13],[14] ;
- Le soir à Moret, 1900[15] ;
- Une Sapho pleurant Phaon, 1901[16] ;
- Méditation, 1902[17] ;
- Aumône, 1903[18] ;
- Sur les hauteurs de la Croix des Gardes. Cannes (Alpes-Maritimes), 1903[18] ;
- Notre-Dame des Anges, 1904[réf. nécessaire] ;
- Le Charlatan, 1906[19] ;
- Aimable rencontre, 1928[20] ;
- Le Quai de Fromonville, 1928[21],[22] ;
- Asters et petits soleils, 1929[23] ;
- Le Faouet (Morbihan), Salon de 1930[23],[24] ;
- Rue des Prêtres-Saint-Germain-l'Auxerrois, Salon de 1930[24] ,
- Travaux à la gare de Lyon, Salon de 1930[24] ;
- La Vallée de la Drôme à Dié, 1931[25] ;
- L'Adour à Dax, 1931[25] ;
- Fin de journée, 1931[25] ;
- Pastorale, 1932[26] ;
- Soir d'hiver, 1933[27] ;
- Place du Montgagnant, Nemours, 1933[27] ;
- Lavoir à Nemours, 1933[27].

### Récompenses
- 1889, deuxième mention du concours Troyon pour Le Printemps[4],[28].
- 1896, Salon des artistes français : mention honorable pour Rebecca à la fontaine[4].
- 1923, concours de photographie, Syndicat d'initiative de Nemours : prix d'honneur
- 1923, concours de photographie en couleurs, Syndicat d'initiative de Nemours : médaille d'or.

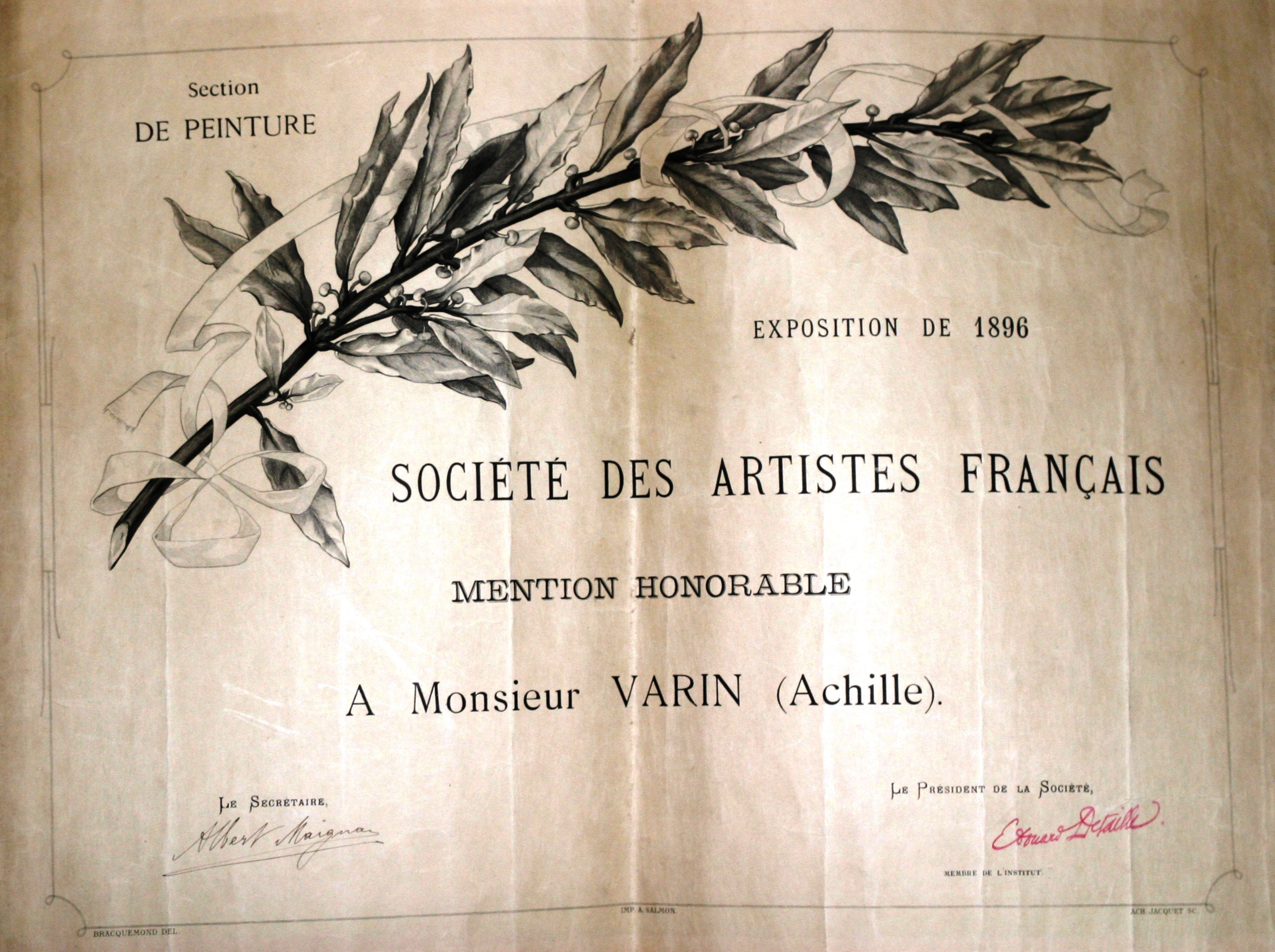
Diplôme du Salon des artistes français de 1896. Document non sourcé.
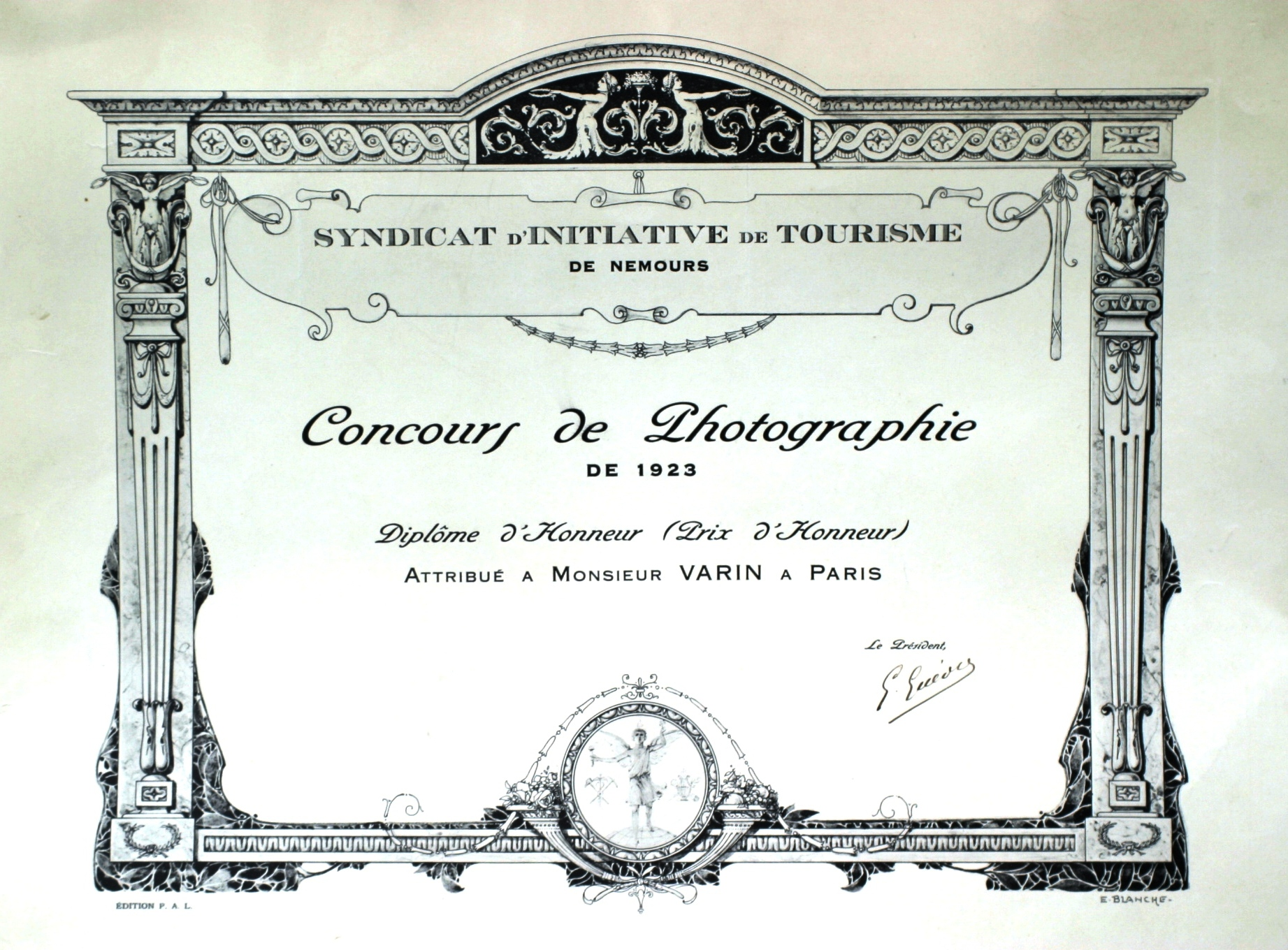
Diplôme du Syndicat d'initiative de Nemours (1923). Document non sourcé.